# Taenaris galaecia
Taenaris galaecia är en fjärilsart som beskrevs av Hans Fruhstorfer. Taenaris galaecia ingår i släktet Taenaris och familjen praktfjärilar. Inga underarter finns listade i Catalogue of Life.